# Brandenburger Zeitung

Erstausgabe der Brandenburger Zeitung als sozialdemokratisches Organ

Unter dem  Titel Brandenburger Zeitung erschien in Brandenburg an der Havel ab 1886 eine kaum lebensfähige bürgerliche Zeitung, in Konkurrenz zum  Brandenburger Anzeiger, der erstmals 1809 herausgegeben wurde. 
Nach der Aufhebung des Sozialistengesetzes wurde die Brandenburger Zeitung Ende 1890 mit ihren Einrichtungen für einen Preis von 3.750 Mark von einer Gruppe Sozialdemokraten unter der Führung von Ferdinand Ewald übernommen. Auf dem armseligen Hinterhof einer Feilenhauerei in der St. Annenstraße 33 wurde über einer Bäckerei gedruckt, gegenüber in einem wenig belichteten Stallraum befanden sich Redaktion, Kontor, Annoncenannahme und Zeitungsausgabe. Der Verlag firmierte unter dem Namen Ferd. Ewald & Co.
Nach einem Probedruck in der Adventszeit 1890 erschien zu Beginn des folgenden Jahres die erste veröffentlichte Ausgabe der neuen Herausgeber unter dem Zusatz „Volksblatt für Ost- und Westhavelland, Ruppin, Templin und angrenzende Kreise - Organ für die Interessen der arbeitenden Klassen“.

Druckerei und Verlag 1890–1900

Verlagshaus der Brandenburger Zeitung, 1912 erbaut, 1945 kriegszerstört, daneben die ebenfalls kriegszerstörte Hauptpost mit Telegrafenturm

Zwei Jahre später wurde die Zeitung antragsgemäß offiziell als Parteiorgan der Sozialdemokratie anerkannt. Die Brandenburger-Zeitung wurde eher dem reformistischen Flügel der SPD zugerechnet.
Kopfblätter waren das „Potsdamer Volksblatt“ und das „Rathenower Tageblatt“.
1896 übernahm der schon an der Gründung beteiligte Otto Sidow die Geschäftsführung; der Verlag firmierte nunmehr unter Otto Sidow & Co. und behielt diesen Namen über dessen Tod hinaus bis zum Verbot der Zeitung und der im September 1933 verfügten Enteignung aufgrund des NS-Gesetzes über die Einziehung volks- und staatsfeindlichen Vermögens.
Nach großen Anfangsschwierigkeiten hatte die Zeitung beim Jahrhundertwechsel 6000 Abonnenten, drei Jahre später war die Auflage auf täglich 15.000 gestiegen. 1912 konnte das reüssierende Blatt ein neues Verlagsgebäude in der St. Annenstr. 18/20 von Brandenburg an der Havel beziehen. Wesentlich zum Erfolg hatte beigetragen, dass die Zeitung im Gegensatz zur bürgerlichen Konkurrenz, dem eingeführten „Brandenburger Anzeiger“, regelmäßig aus den Parlamenten in Berlin und Potsdam und aus den Stadtverordnetenversammlungen im Verbreitungsgebiet berichtete. Redakteur der Brandenburger Zeitung war 1896–97 ein junger Korbmacher mit Namen Gustav Noske. 1907 wurde Erich Baron leitender Redakteur, ab 1925 war es der Sohn des Reichspräsidenten, Friedrich Ebert jun.
1920, während des Kapp-Lüttwitz-Putsches, war die Zeitung wegen ihrer politischen Richtung das besondere Ziel der Putschisten. Zeitweise hielten sie Verlagshaus und Druckerei besetzt.
Kurz vor Kriegsende wurde das Verlagshaus durch Kriegseinwirkung zerstört. Die hinter ihm getrennt liegende Druckerei erlitt nur geringfügige Schäden; sie blieb in Betrieb. 
1945, unter den Prämissen des Kommunismus, wurde der Titel Brandenburger Zeitung nicht wieder verwendet. Er klang den neuen Machthabern zu bürgerlich, und der Untertitel Volksblatt nicht agitatorisch genug. Obendrein wurde die SED-Parteipresse anders organisiert, zunächst nach den fünf Ländern, nach der Neugliederung der DDR in 14 Bezirke in 14 Bezirkszeitungen. Im Bezirk Potsdam, in dem Brandenburg an der Havel lag, erschien die Märkische Volksstimme, von der Bevölkerung gern als ‚Meckerstimme‘ apostrophiert. Diese wurde nach der Wiedervereinigung 1990 durch die Märkische Allgemeine Zeitung – (MAZ) – abgelöst.